# Associazione nazionale combattenti forze armate regolari guerra di Liberazione
L'Associazione Nazionale Combattenti della Guerra di Liberazione inquadrati nei Reparti Regolari delle Forze Armate (ANCFARGL) è un'associazione apolitica e apartitica fondata da ex combattenti delle forze armate del Regno del Sud nella guerra di liberazione, svolta dall'8 settembre 1943 all'8 maggio 1945.

## Storia
L'Associazione Nazionale Combattenti della Guerra di Liberazione inquadrati nei Reparti Regolari delle Forze Armate (ANCFARGL) fu costituita il 29 ottobre 1963 ed ebbe riconoscimento giuridico con decreto del Presidente della Repubblica il 23 giugno 1964, da ex combattenti allo scopo di rendere chiara, attraverso i sistemi e gli obiettivi propri dell'associazionismo, l'importanza delle Forze Armate regolari italiane nelle operazioni belliche a fianco degli alleati e a supporto delle formazioni irregolari del fronte clandestino durante la Campagna d'Italia dall'8 settembre 1943 all'8 maggio 1945.
Così come testimoniato dalle lapidi del monumento di Porta San Paolo a Roma, dedicato a questa guerra, ben 530.000 combattenti costituirono il nucleo dello schieramento operativo, 87.000 furono i caduti militari che scelsero di combattere nelle formazioni partigiane e furono ben 700.000 i prigionieri internati dai nazisti avviati nei campi di concentramento e di lavoro che si rifiutarono fermamente di collaborare anche se allettati da cospicue promesse di liberazione e benefici.
Mentre i Tedeschi mettevano in atto un preciso piano d'occupazione e disarmo, l'esercito e le Forze Armate, nonostante fossero rimaste senza capi e direttive di fronte all'armistizio dell'8 settembre 1943, data la precarietà della situazione, si schierarono accanto al popolo intraprendendo una lotta comune contro l'ex alleato in territorio nazionale riuscendo, talvolta, a conseguire notevoli risultati e a intralciare le operazioni belliche dell'Asse.

### I Presidenti nazionali
Il primo presidente nazionale (1963- 78) è stato il generale di corpo d'armata Galliano Scarpa, cui va il merito di aver personalmente contribuito alla costituzione e all'espansione delle varie sezioni che sono il fulcro delle varie attività.
Il secondo presidente nazionale, eletto nell'aprile 1978, fu il  Generale di Corpo d'Armata Alberto Li Gobbi (medaglia d'oro al valor militare della resistenza). Sotto la sua presidenza  presero forma numerose iniziative tendenti a valorizzare il ruolo delle Forze Armate Regolari nella Guerra di Liberazione. Grande risalto fu impresso anche alle celebrazioni della battaglia di Montelungo (8/12/43) che fu il primo evento bellico cui parteciparono le ricostituite Forze Armate del cosiddetto "Regno del Sud" dopo l'8 settembre 1943. Tali iniziative, consolidate anche dai successivi presidenti nazionali, costituiscono ancora strumenti insostituibili per la divulgazione dell'immagine dell'associazione e dei valori che essa rappresenta.
Tra le numerose iniziative della presidenza del generale Li Gobbi, si ricordano la costituzione del Centro Studi e Ricerche Storiche sulla Guerra di Liberazione (di cui si dirà più avanti) e l'istituzione, nel 1984, del premio letterario "Padre Romualdo Formato", intitolato al cappellano militare della Divisione Acqui, trucidata dai tedeschi della Wehrmacht a Cefalonia nel settembre 1943, messo a concorso tra gli studenti delle scuole medie superiori di tutta Italia.
Il generale Li Gobbi si è anche battuto per la "pacificazione" tra combattenti del "nord" e del "sud" dopo più di quarant'anni dalla Guerra di Liberazione.
Al generale Li Gobbi, dopo dieci anni di presidenza, nell'aprile 1988  subentra come presidente nazionale il Generale di Corpo d'Armata  e senatore Luigi Poli, già capo di stato maggiore dell'Esercito. Il presidente Poli muore il 13 febbraio 2013 nella sua casa natale di Firenze. Gli succede, alla presidenza nazionale, l'ambasciatore Alessandro Cortese de Bosis, che reggerà tale carica sino a settembre 2021.
Il Consiglio Nazionale dell'7 Settembre 2021 nomina il Generale dei carabinieri Sergio FILIPPONI alla carica di presidente nazionale e contestualmente nomina  l'Ambasciatore Alessandro Cortese de Bosis Presidente Emerito.
Dopo le dimissioni senza commenti del Generale Sergio Filipponi, il 26 novembre 2021 è stato convocato il Consiglio Nazionale, che ha eletto presidente nazionale il Generale di Corpo d'Armata Enrico PINO, già presidente nazionale vicario, rieletto nell'aprile del 2024 per un nuovo mandato triennale.

### I Presidenti Onorari
Presidente onorario dal 1988 al 2011 (anno della morte) fu il Generale Medaglia d'Oro al Valor Militare Alberto Li Gobbi.  Dopo la siu morte venne nominata come presidente onorario la Medaglia d'oro al valor militare Prof.ssa Paola Del Din, che tutt'ora riveste tale importante carica.

## Finalità
I militari non più in servizio che avevano vissuto in prima persona questa guerra, dando vita a quest'associazione che già nello statuto si proclama apolitica e apartitica, si prefissero come scopi primari la vivificazione del culto dell'ideale di Patria e della memoria dei combattenti caduti e la custodia e l'esaltazione del patrimonio spirituale rappresentato dalle azioni gloriose compiute dai reparti regolari delle forze armate nella guerra di liberazione; la difesa della verità storica; riunificazione dei collettivi costituiti dai reparti eredi delle unità delle forze armate che operarono nella guerra di liberazione.
Per la realizzazione di questi obiettivi, la Presidenza Nazionale si avvale di 25 sezioni dislocate in tutto il territorio nazionale e di una estera che cercano di divulgare, specialmente nelle scuole, quella parte di storia italiana che in nessun testo scolastico appare citata con il dovuto approfondimento e la valorizzazione che le spetta. L'azione di volontariato e senza lo spirito di dedizione di cui sono dotati gli storici, i ricercatori e i pubblicisti che collaborano con l'associazione, la storia delle nostre forze armate dal '43 al '45 sarebbe rimasta custodita negli uffici storici degli Stati Maggiori o sarebbe stata riscritta da esterni con manipolazioni dettate dalle loro convenienze.

## Il Centro Studi e Ricerche Storiche sulla Guerra di Liberazione
Nel 1987 venne costituito il "Centro Studi e Ricerche Storiche sulla Guerra di Liberazione", voluto dal presidente dell'epoca Generale MOVM Alberto Li Gobbi e istituito sotto l'abile direzione del generale di cavalleria Enrico Boscardi, che ne fu il primo capace ed instancabile Direttore.
Al Generale Boscardi è poi subentrato quale Direttore il Contrammiraglio Giuliano Manzari, che ha continuato l'opera di ricerca e divulgazione avviata dal predecessore
il "Centro Studi e Ricerche Storiche sulla Guerra di Liberazione" continua ad esplicare la sua azione divulgativa attraverso mostre e convegni storici in tutta Italia, nonché la pubblicazione di atti e documenti e la ristampa di pubblicistica specifica non più in commercio. L'attività di ricerca e di approfondimento, svolta con assiduità, impegno ed alta competenza, ha dato vita alla collana storica sulla guerra di liberazione e a varie pubblicazioni. A giugno 2022 il presidente nazionale, Generale di Corpo d'Armata Enrico Pino, ha nominato Direttore del Centro Studi e Ricerche Storiche sulla Guerra di Liberazione il Generale di Corpo d'Armata Antonio Li Gobbi che a sua volta ha nominato vice Direttore il Cav. OMRI dott. Marco Lodi.